# Paul Herman (Leichtathlet)
Paul Herman (Paul Irvin Herman; * 7. März 1941 in Reserve, Kansas) ist ein ehemaliger US-amerikanischer Zehnkämpfer.
Bei den Olympischen Spielen 1964 in Tokio wurde er Vierter mit 7787 Punkten.
1961 wurde er US-Meister. Seine persönliche Bestleistung von 8061 Punkten stellte er am 28. April 1963 in Walnut auf.